# دارين أنغيل
دارين أنغيل (بالإنجليزية: Darren Angell)‏ هو لاعب كرة قدم ومدرب كرة قدم بريطاني، ولد في 19 يناير 1967 في مرلبرو ‏ في المملكة المتحدة. لعب مع كولتشستر يونايتد ولينكولن سيتي أف سي ونادي ألدرشوت تاون ونادي بارنت ونادي بورتسموث ونادي ريدنغ.